# Llista de topònims de Vilanova d'Escornalbou
Llista de topònims (noms propis de lloc) del municipi de Vilanova d'Escornalbou, al Baix Camp
Informació actualitzada per un bot. Els canvis manuals es perdran quan s'actualitzi!

## cementiri
| imatge | Nom                                 | Ubicat a               | instància de | Detalls | coordenades                                                          | Protecció | Commons (més fotos)                 | Dades a WD                    |
| ------ | ----------------------------------- | ---------------------- | ------------ | ------- | -------------------------------------------------------------------- | --------- | ----------------------------------- | ----------------------------- |
|        | cementiri de Vilanova d'Escornalbou | Vilanova d'Escornalbou | cementiri    |         | 41° 06′ 56″ N, 0° 56′ 27″ E / 41.11548°N,0.940851°E                  |           | Cementiri de Vilanova d'Escornalbou | Modifica les dades a Wikidata |
|        | cementiri de l'Arbocet              | Vilanova d'Escornalbou | cementiri    |         | 41° 06′ 11″ N, 0° 57′ 40″ E / 41.1031874332709°N,0.961158099769331°E |           |                                     | Modifica les dades a Wikidata |

## cova
| imatge | Nom            | Ubicat a               | instància de | Detalls | coordenades                                                          | Protecció | Commons (més fotos) | Dades a WD                    |
| ------ | -------------- | ---------------------- | ------------ | ------- | -------------------------------------------------------------------- | --------- | ------------------- | ----------------------------- |
|        | Covallonga     | Vilanova d'Escornalbou | cova         |         | 41° 05′ 45″ N, 0° 54′ 13″ E / 41.0957476573832°N,0.903474688871006°E |           |                     | Modifica les dades a Wikidata |
|        | cova del Moixó | Vilanova d'Escornalbou | cova         |         | 41° 05′ 35″ N, 0° 54′ 27″ E / 41.092994152943°N,0.907586510527186°E  |           |                     | Modifica les dades a Wikidata |
|        | cova del Patou | Vilanova d'Escornalbou | cova         |         | 41° 05′ 38″ N, 0° 55′ 58″ E / 41.0939343185064°N,0.932714530128565°E |           |                     | Modifica les dades a Wikidata |

## entitat singular de població
| imatge | Nom                    | Ubicat a               | instància de                                   | Detalls | coordenades                                                       | Protecció | Commons (més fotos) | Dades a WD                    |
| ------ | ---------------------- | ---------------------- | ---------------------------------------------- | ------- | ----------------------------------------------------------------- | --------- | ------------------- | ----------------------------- |
|        | Vilanova d'Escornalbou | Vilanova d'Escornalbou | entitat singular de població capital municipal | 576 hab | 41° 06′ 47″ N, 0° 56′ 16″ E / 41.11306254°N,0.93769154°E 229 msnm |           |                     | Modifica les dades a Wikidata |
|        | l'Arbocet              | Vilanova d'Escornalbou | entitat singular de població                   | 35 hab  | 41° 06′ 20″ N, 0° 57′ 43″ E / 41.10542778°N,0.961975°E 148 msnm   |           | L'Arbocet           | Modifica les dades a Wikidata |

## església
| imatge | Nom                                          | Ubicat a               | instància de | Detalls                     | coordenades                                          | Protecció                                  | Commons (més fotos)                          | Dades a WD                    |
| ------ | -------------------------------------------- | ---------------------- | ------------ | --------------------------- | ---------------------------------------------------- | ------------------------------------------ | -------------------------------------------- | ----------------------------- |
|        | Sant Joan Baptista de Vilanova d'Escornalbou | Vilanova d'Escornalbou | església     | Estil: arquitectura popular | 41° 06′ 48″ N, 0° 56′ 15″ E / 41.1132°N,0.937621°E   | bé cultural d'interès local                | Sant Joan Baptista de Vilanova d'Escornalbou | Modifica les dades a Wikidata |
|        | església de Sant Joan Baptista               | Vilanova d'Escornalbou | església     | Estil: barroc               | 41° 06′ 20″ N, 0° 57′ 43″ E / 41.105498°N,0.962047°E | bé integrant del patrimoni cultural català | Sant Joan Baptista de l'Arbocet              | Modifica les dades a Wikidata |

## granja
| imatge | Nom                             | Ubicat a               | instància de | Detalls | coordenades                                                          | Protecció | Commons (més fotos) | Dades a WD                    |
| ------ | ------------------------------- | ---------------------- | ------------ | ------- | -------------------------------------------------------------------- | --------- | ------------------- | ----------------------------- |
|        | Casa de l'Escoda                | Vilanova d'Escornalbou | granja       |         | 41° 06′ 30″ N, 0° 55′ 32″ E / 41.1083798062316°N,0.925580453780813°E |           |                     | Modifica les dades a Wikidata |
|        | Granges de Josep Maria Bargalló | Vilanova d'Escornalbou | granja       |         | 41° 06′ 31″ N, 0° 56′ 25″ E / 41.1086176942916°N,0.94033999842263°E  |           |                     | Modifica les dades a Wikidata |
|        | Granges de Josep Maria Teigell  | Vilanova d'Escornalbou | granja       |         | 41° 06′ 42″ N, 0° 56′ 29″ E / 41.1116187160602°N,0.941437115931412°E |           |                     | Modifica les dades a Wikidata |
|        | Granja d'Alfredo Roca           | Vilanova d'Escornalbou | granja       |         | 41° 06′ 46″ N, 0° 56′ 35″ E / 41.1127199706433°N,0.943081962157432°E |           |                     | Modifica les dades a Wikidata |
|        | Granja de Carles Nolla          | Vilanova d'Escornalbou | granja       |         | 41° 06′ 54″ N, 0° 56′ 12″ E / 41.1149575510288°N,0.936747399961259°E |           |                     | Modifica les dades a Wikidata |
|        | Granja de Fernando Cabrer       | Vilanova d'Escornalbou | granja       |         | 41° 06′ 49″ N, 0° 56′ 46″ E / 41.1136586996743°N,0.946220662034699°E |           |                     | Modifica les dades a Wikidata |
|        | Granja de Jaume Porta           | Vilanova d'Escornalbou | granja       |         | 41° 06′ 48″ N, 0° 56′ 04″ E / 41.1132931983609°N,0.934346124555835°E |           |                     | Modifica les dades a Wikidata |
|        | Granja de Joan Aragonès         | Vilanova d'Escornalbou | granja       |         | 41° 06′ 39″ N, 0° 56′ 18″ E / 41.1107257236315°N,0.938344787437401°E |           |                     | Modifica les dades a Wikidata |
|        | Granja de Mateu Escoda          | Vilanova d'Escornalbou | granja       |         | 41° 06′ 48″ N, 0° 56′ 35″ E / 41.1133394246972°N,0.942967340858903°E |           |                     | Modifica les dades a Wikidata |
|        | Granja de l'Emili Mariner       | Vilanova d'Escornalbou | granja       |         | 41° 06′ 46″ N, 0° 56′ 07″ E / 41.1127866530915°N,0.935231413993517°E |           |                     | Modifica les dades a Wikidata |
|        | Granja del Mateu                | Vilanova d'Escornalbou | granja       |         | 41° 06′ 27″ N, 0° 55′ 16″ E / 41.107462771468°N,0.921179298485095°E  |           |                     | Modifica les dades a Wikidata |

## masia
| imatge | Nom                  | Ubicat a               | instància de | Detalls                     | coordenades                                                              | Protecció                                  | Commons (més fotos)                  | Dades a WD                    |
| ------ | -------------------- | ---------------------- | ------------ | --------------------------- | ------------------------------------------------------------------------ | ------------------------------------------ | ------------------------------------ | ----------------------------- |
|        | Caseta del Pagès     | Vilanova d'Escornalbou | masia        |                             | 41° 05′ 44″ N, 0° 55′ 43″ E / 41.0954462272691°N,0.928630802927796°E     |                                            |                                      | Modifica les dades a Wikidata |
|        | Caseta del Rafel     | Vilanova d'Escornalbou | masia        |                             | 41° 06′ 19″ N, 0° 54′ 37″ E / 41.1051645277184°N,0.910153314749121°E     |                                            |                                      | Modifica les dades a Wikidata |
|        | Mas d'en Damià       | Vilanova d'Escornalbou | masia        |                             | 41° 06′ 40″ N, 0° 57′ 57″ E / 41.111206703905°N,0.965899966331407°E      |                                            |                                      | Modifica les dades a Wikidata |
|        | Mas d'en Munter      | Vilanova d'Escornalbou | masia        | Estil: arquitectura popular | 41° 06′ 28″ N, 0° 57′ 11″ E / 41.1078°N,0.953134°E ca:Camí de Mas Munter | bé integrant del patrimoni cultural català | Mas Munter                           | Modifica les dades a Wikidata |
|        | Mas del Frare        | Vilanova d'Escornalbou | masia        |                             | 41° 04′ 48″ N, 0° 55′ 37″ E / 41.0801108192231°N,0.926850837415163°E     |                                            |                                      | Modifica les dades a Wikidata |
|        | Mas del Jordi        | Vilanova d'Escornalbou | masia        |                             | 41° 05′ 33″ N, 0° 55′ 12″ E / 41.092402953458°N,0.92000459147226°E       |                                            |                                      | Modifica les dades a Wikidata |
|        | Mas del Madró        | Vilanova d'Escornalbou | masia        |                             | 41° 06′ 19″ N, 0° 56′ 06″ E / 41.105284269777°N,0.93507862330773°E       |                                            |                                      | Modifica les dades a Wikidata |
|        | Mas del Marçal       | Vilanova d'Escornalbou | masia        |                             | 41° 06′ 32″ N, 0° 57′ 13″ E / 41.1087575735363°N,0.953745090631869°E     |                                            |                                      | Modifica les dades a Wikidata |
|        | Mas del Tomàs Sereno | Vilanova d'Escornalbou | masia        |                             | 41° 06′ 25″ N, 0° 55′ 40″ E / 41.1070783380446°N,0.927836433734858°E     |                                            |                                      | Modifica les dades a Wikidata |
|        | Mas del Triquixol    | Vilanova d'Escornalbou | masia        |                             | 41° 07′ 21″ N, 0° 55′ 28″ E / 41.12238412585°N,0.924472309261848°E       |                                            |                                      | Modifica les dades a Wikidata |
|        | la Palomera          | Vilanova d'Escornalbou | masia        | Estil: arquitectura popular | 41° 06′ 25″ N, 0° 58′ 00″ E / 41.1069°N,0.966649°E                       | bé integrant del patrimoni cultural català | La Palomera (Vilanova d'Escornalbou) | Modifica les dades a Wikidata |

## muntanya
| imatge | Nom                       | Ubicat a                                  | instància de | Detalls | coordenades                                                         | Protecció | Commons (més fotos)    | Dades a WD                    |
| ------ | ------------------------- | ----------------------------------------- | ------------ | ------- | ------------------------------------------------------------------- | --------- | ---------------------- | ----------------------------- |
|        | Desenrocada del Bailon    | Vilanova d'Escornalbou                    | muntanya     |         | 41° 06′ 41″ N, 0° 54′ 20″ E / 41.111462°N,0.905508°E 516.5 msnm     |           | Desenrocada del Bailon | Modifica les dades a Wikidata |
|        | Puigpedregós              | Riudecanyes Vilanova d'Escornalbou        | muntanya     |         | 41° 07′ 43″ N, 0° 55′ 35″ E / 41.1285°N,0.926278°E 539.3 msnm       |           |                        | Modifica les dades a Wikidata |
|        | el Bec de la Gallina Cega | Vilanova d'Escornalbou                    | muntanya     |         | 41° 06′ 05″ N, 0° 54′ 17″ E / 41.10140444°N,0.90476944°E 511.7 msnm |           |                        | Modifica les dades a Wikidata |
|        | l'Areny                   | Mont-roig del Camp Vilanova d'Escornalbou | muntanya     |         | 41° 06′ 00″ N, 0° 56′ 03″ E / 41.0999°N,0.934116°E 394 msnm         |           |                        | Modifica les dades a Wikidata |

## pedrera
| imatge | Nom                  | Ubicat a               | instància de | Detalls | coordenades                                                          | Protecció | Commons (més fotos) | Dades a WD                    |
| ------ | -------------------- | ---------------------- | ------------ | ------- | -------------------------------------------------------------------- | --------- | ------------------- | ----------------------------- |
|        | Pedrera Aitana       | Vilanova d'Escornalbou | pedrera      |         | 41° 05′ 55″ N, 0° 55′ 31″ E / 41.0986270347868°N,0.925196850607489°E |           |                     | Modifica les dades a Wikidata |
|        | Pedrera Miramar      | Vilanova d'Escornalbou | pedrera      |         | 41° 05′ 50″ N, 0° 54′ 10″ E / 41.097210342271°N,0.902678032737067°E  |           |                     | Modifica les dades a Wikidata |
|        | Pedrera del Barretxa | Vilanova d'Escornalbou | pedrera      |         | 41° 05′ 02″ N, 0° 55′ 43″ E / 41.0837701744715°N,0.928485737890067°E |           |                     | Modifica les dades a Wikidata |

## serra
| imatge | Nom                 | Ubicat a                                          | instància de | Detalls | coordenades                                                         | Protecció | Commons (més fotos) | Dades a WD                    |
| ------ | ------------------- | ------------------------------------------------- | ------------ | ------- | ------------------------------------------------------------------- | --------- | ------------------- | ----------------------------- |
|        | Muntanya Blanca     | Mont-roig del Camp Pratdip Vilanova d'Escornalbou | serra        |         | 41° 04′ 54″ N, 0° 54′ 45″ E / 41.0817°N,0.91255°E 549.7 msnm        |           |                     | Modifica les dades a Wikidata |
|        | serra de la Pedrera | Mont-roig del Camp Vilanova d'Escornalbou         | serra        |         | 41° 04′ 45″ N, 0° 56′ 10″ E / 41.07919444°N,0.93621667°E 272.8 msnm |           |                     | Modifica les dades a Wikidata |

## torre de defensa
| imatge | Nom                    | Ubicat a               | instància de     | Detalls                     | coordenades                                          | Protecció                      | Commons (més fotos)    | Dades a WD                    |
| ------ | ---------------------- | ---------------------- | ---------------- | --------------------------- | ---------------------------------------------------- | ------------------------------ | ---------------------- | ----------------------------- |
|        | Torre de Cal Torratxar | Vilanova d'Escornalbou | torre de defensa | Estil: arquitectura popular | 41° 06′ 19″ N, 0° 57′ 41″ E / 41.105355°N,0.961338°E | bé cultural d'interès nacional | Torre de Cal Torratxar | Modifica les dades a Wikidata |
|        | Torre del Gravat       | Vilanova d'Escornalbou | torre de defensa | Estil: arquitectura popular | 41° 06′ 19″ N, 0° 57′ 39″ E / 41.1054°N,0.960861°E   | bé cultural d'interès nacional | Torre del Gravat       | Modifica les dades a Wikidata |
|        | torre de Cal Peirí     | Vilanova d'Escornalbou | torre de defensa |                             | 41° 06′ 49″ N, 0° 56′ 13″ E / 41.1135°N,0.93684°E    | bé cultural d'interès nacional | Torre de Cal Peyrí     | Modifica les dades a Wikidata |

## Misc
| imatge | Nom                                          | Ubicat a               | instància de                     | Detalls                                          | coordenades                                                                                | Protecció                                  | Commons (més fotos)                          | Dades a WD                    |
| ------ | -------------------------------------------- | ---------------------- | -------------------------------- | ------------------------------------------------ | ------------------------------------------------------------------------------------------ | ------------------------------------------ | -------------------------------------------- | ----------------------------- |
|        | Antiga Cooperativa de Vilanova d'Escornalbou | Vilanova d'Escornalbou | edifici                          |                                                  | 41° 06′ 46″ N, 0° 56′ 22″ E / 41.112777777778°N,0.93944444444444°E ca:Avinguda de Reus, 15 | bé cultural d'interès local                | Antiga Cooperativa de Vilanova d'Escornalbou | Modifica les dades a Wikidata |
|        | Cal Peirí                                    | Vilanova d'Escornalbou | casa                             | Estil: arquitectura popular arquitectura barroca | 41° 06′ 49″ N, 0° 56′ 13″ E / 41.113564°N,0.936825°E ca:Font, 9                            | bé cultural d'interès local                | Cal Peyrí                                    | Modifica les dades a Wikidata |
|        | Casa de la Vila                              | Vilanova d'Escornalbou | casa consistorial                | Estil: arquitectura popular                      | 41° 06′ 47″ N, 0° 56′ 12″ E / 41.112952°N,0.936649°E                                       | bé integrant del patrimoni cultural català | Casa de la Vila (Vilanova d'Escornalbou)     | Modifica les dades a Wikidata |
|        | Molló Vell                                   | Vilanova d'Escornalbou | creu monumental edifici històric |                                                  | 41° 05′ 32″ N, 0° 55′ 49″ E / 41.0922851210928°N,0.930158849116485°E                       |                                            |                                              | Modifica les dades a Wikidata |
|        | Molí dels Riuets                             | Vilanova d'Escornalbou | molí d'aigua                     | Estil: arquitectura popular                      | 41° 05′ 34″ N, 0° 55′ 36″ E / 41.092907°N,0.926591°E                                       | bé integrant del patrimoni cultural català |                                              | Modifica les dades a Wikidata |
|        | Rifà                                         | Vilanova d'Escornalbou | nucli de població                |                                                  | 41° 06′ 12″ N, 0° 55′ 15″ E / 41.103226902725°N,0.92085373469203°E                         |                                            |                                              | Modifica les dades a Wikidata |
|        | corral de l'Ermitana                         | Vilanova d'Escornalbou | corral                           |                                                  | 41° 06′ 13″ N, 0° 54′ 13″ E / 41.1035248665907°N,0.903691669510398°E                       |                                            |                                              | Modifica les dades a Wikidata |
|        | font de l'Arc                                | Vilanova d'Escornalbou | font                             |                                                  | 41° 06′ 44″ N, 0° 55′ 59″ E / 41.1123051897457°N,0.932995597002564°E                       |                                            |                                              | Modifica les dades a Wikidata |